# Staurastrum teliferum
Staurastrum teliferum là một loài Song tinh tảo trong họ Desmidiaceae, thuộc chi Staurastrum.